# Eunos
Eunos (japanisch ユーノス yūnosu /⁠jɯːnɔs(ɯ)⁠/) war eine japanische Automarke des Automobilherstellers Mazda. Die Marke bestand von 1989 bis 1996. Sie war lediglich auf den Märkten Australien, Japan und den ASEAN-Staaten vertreten. Anwendung fand der Markenname für Modelle und Modellvarianten mit gehobener Ausstattung.

## Modellübersicht
- 100 auf Basis Mazda 323 (Sportcoupé, 1989–1994)
- 300 auf Basis Mazda Persona (Stufenhecklimousine, 1989–1992)
- 30X auf Basis Mazda MX-3 (Sportcoupé, 1991–1993)
- 500 auf Basis Mazda Xedos 6 (Stufenhecklimousine, 1992–1996)
- 800 auf Basis Mazda Xedos 9 (Stufenhecklimousine, 1993–1996)
- Cargo Wagon auf Basis Mazda Bongo (Minivan, 1990–1993)
- Eunos Cosmo (Sportcoupé, 1990–1996)
- Presso auf Basis Mazda MX-3 (Sportcoupé, 1991–1996)
- Roadster auf Basis Mazda MX-5 (Sportcabriolet, 1989–1996)

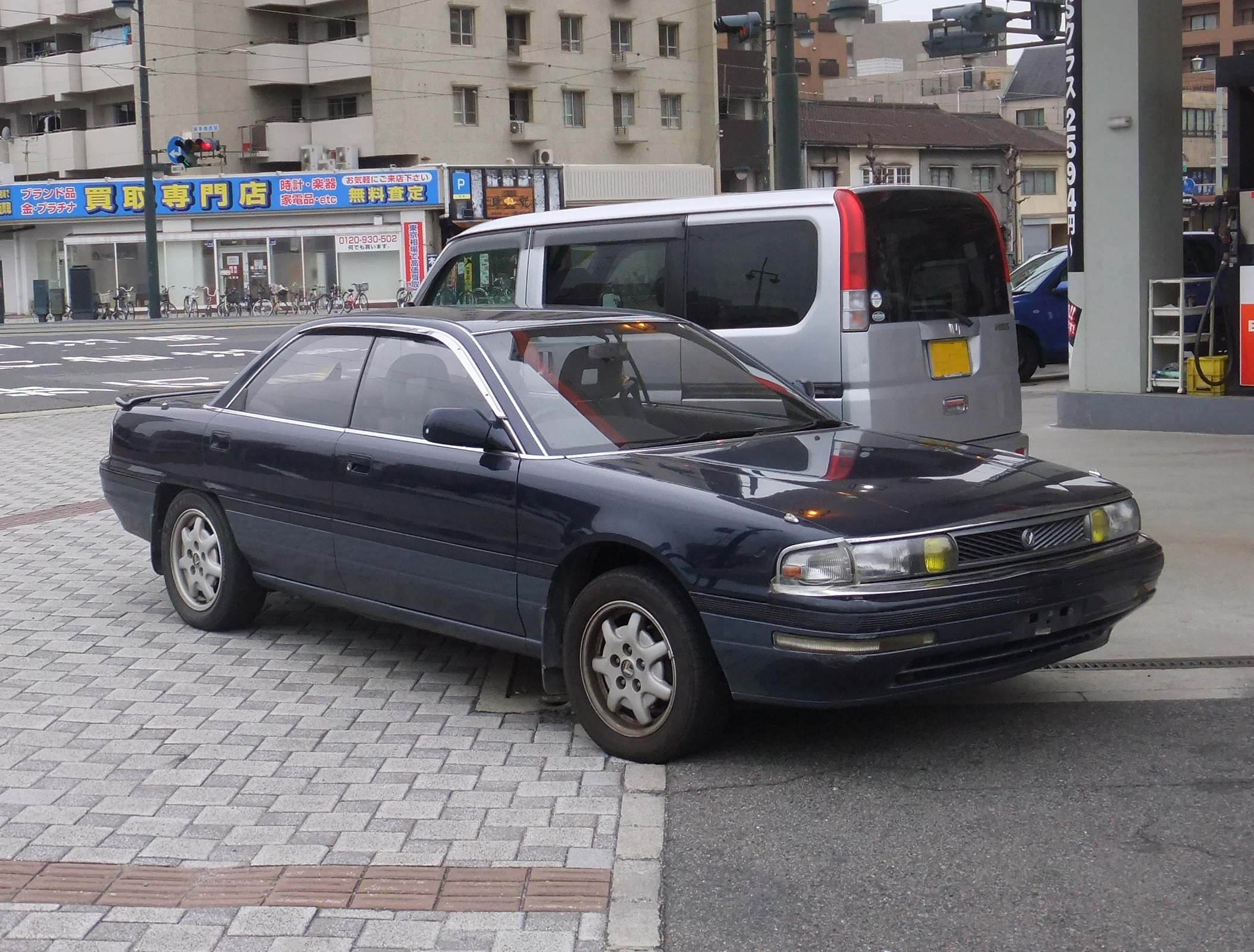
Eunos 300
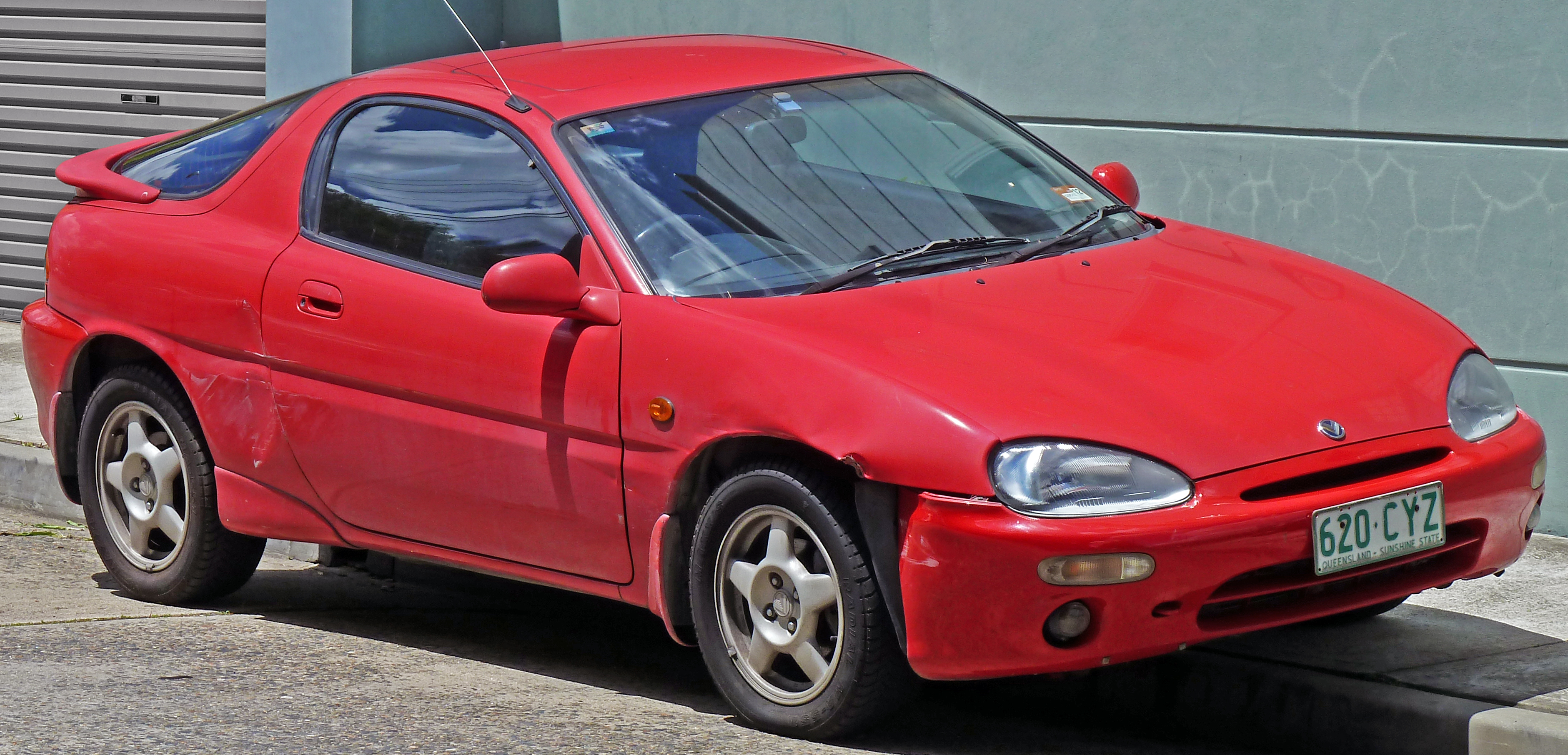
Eunos 30X
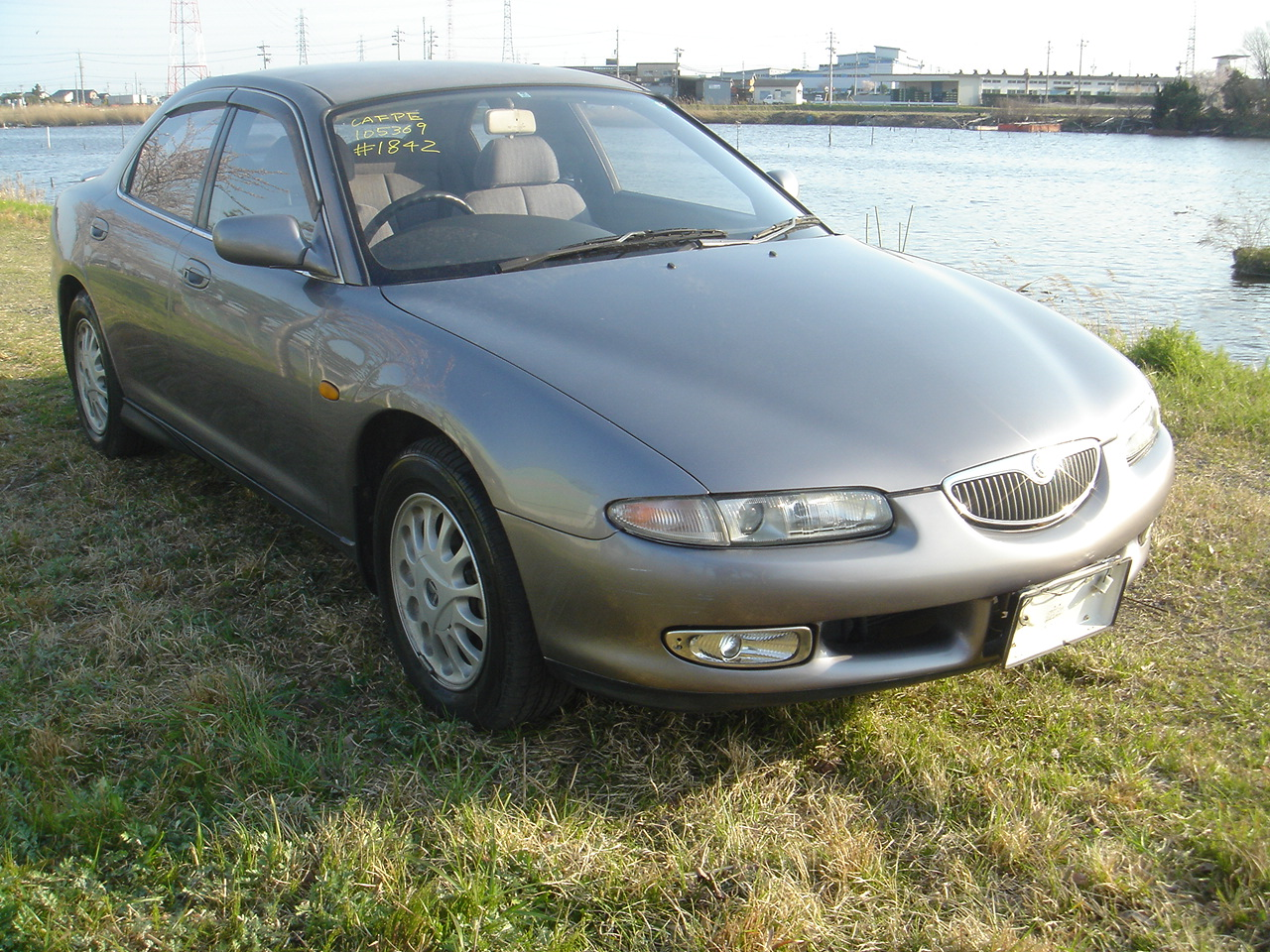
Eunos 500
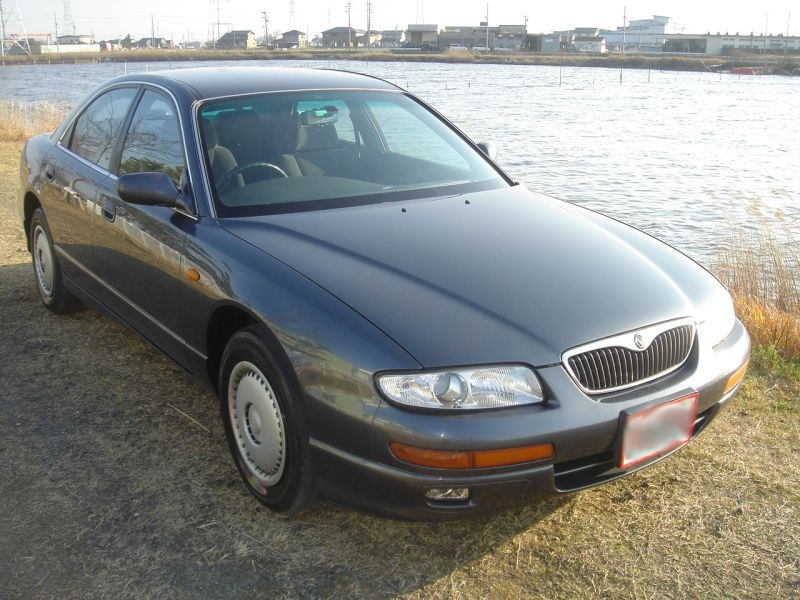
Eunos 800
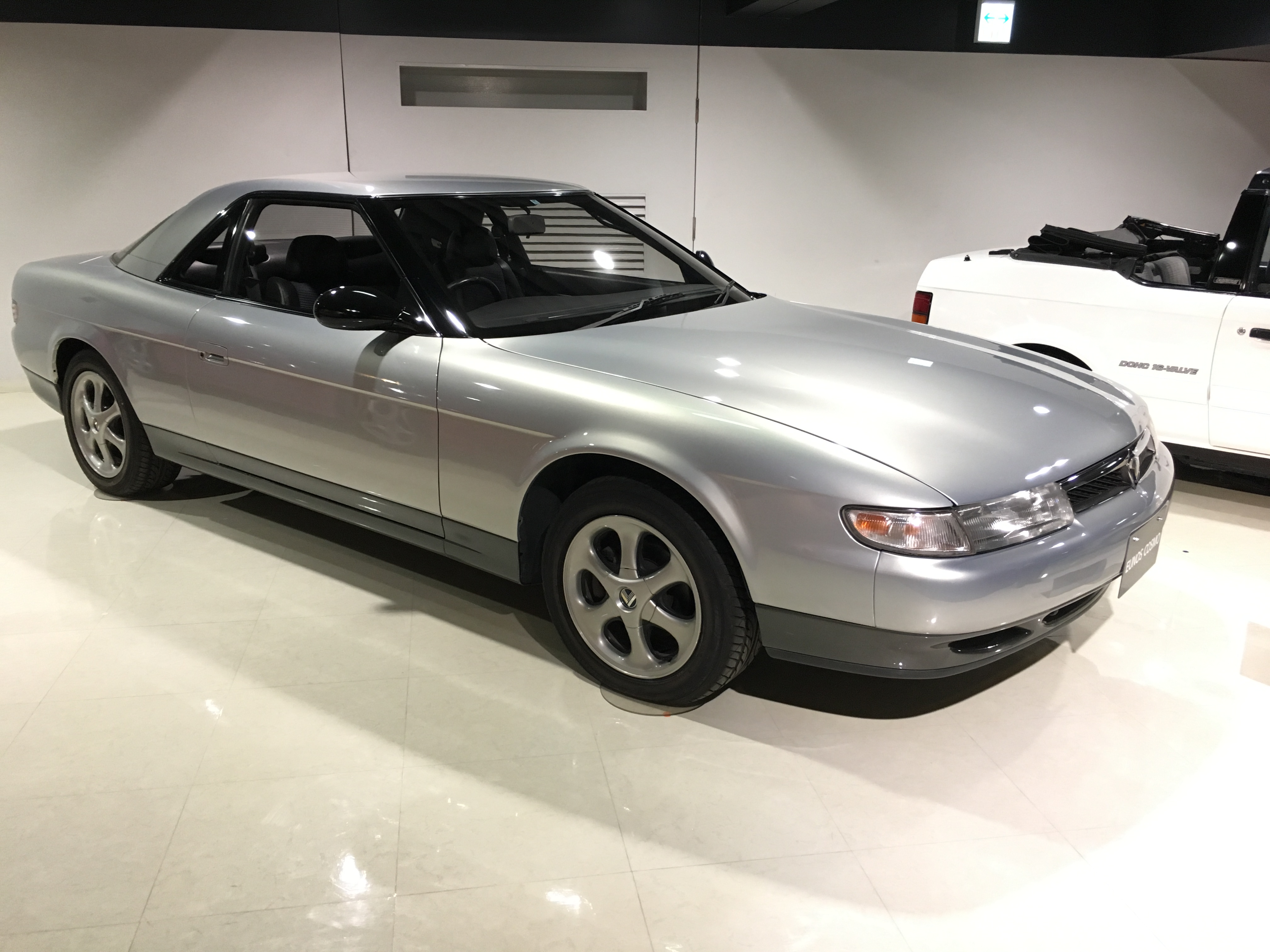
Eunos Cosmo
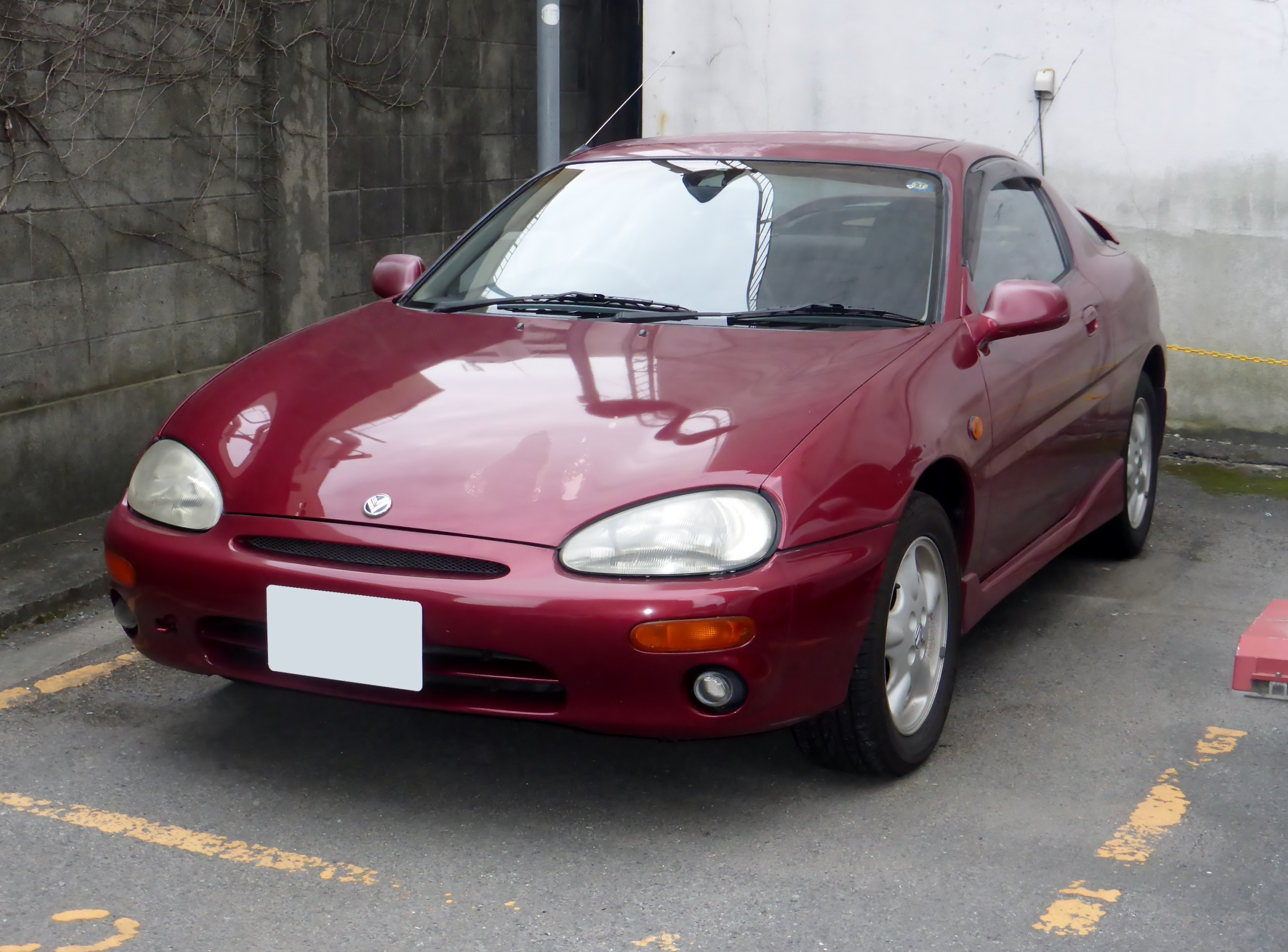
Eunos Presso